# Gare de Przemyśl
La gare de Przemyśl (en polonais : Przemyśl Główny) est une gare ferroviaire polonaise, située sur le territoire de la ville de Przemyśl.

## Histoire

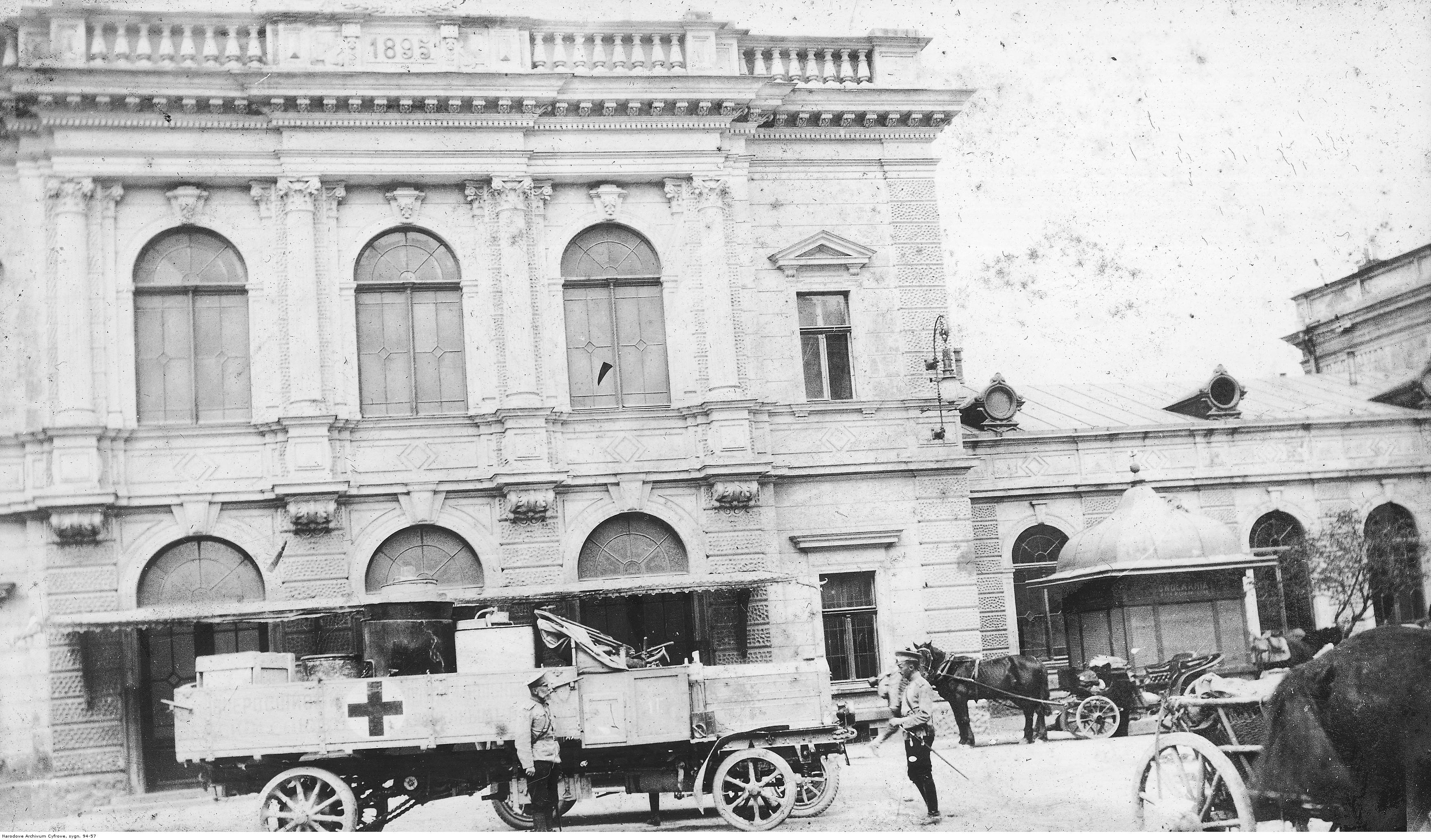
La gare en 1915.

Elle a été construite entre 1858 et 1895 sur la ligne de Chemin de fer de Galicie ouvert en 1860. Elle est la soixante et unième gare de Pologne par sa fréquentation, deux millions de voyageurs par an.

## Service des voyageurs

### Accueil

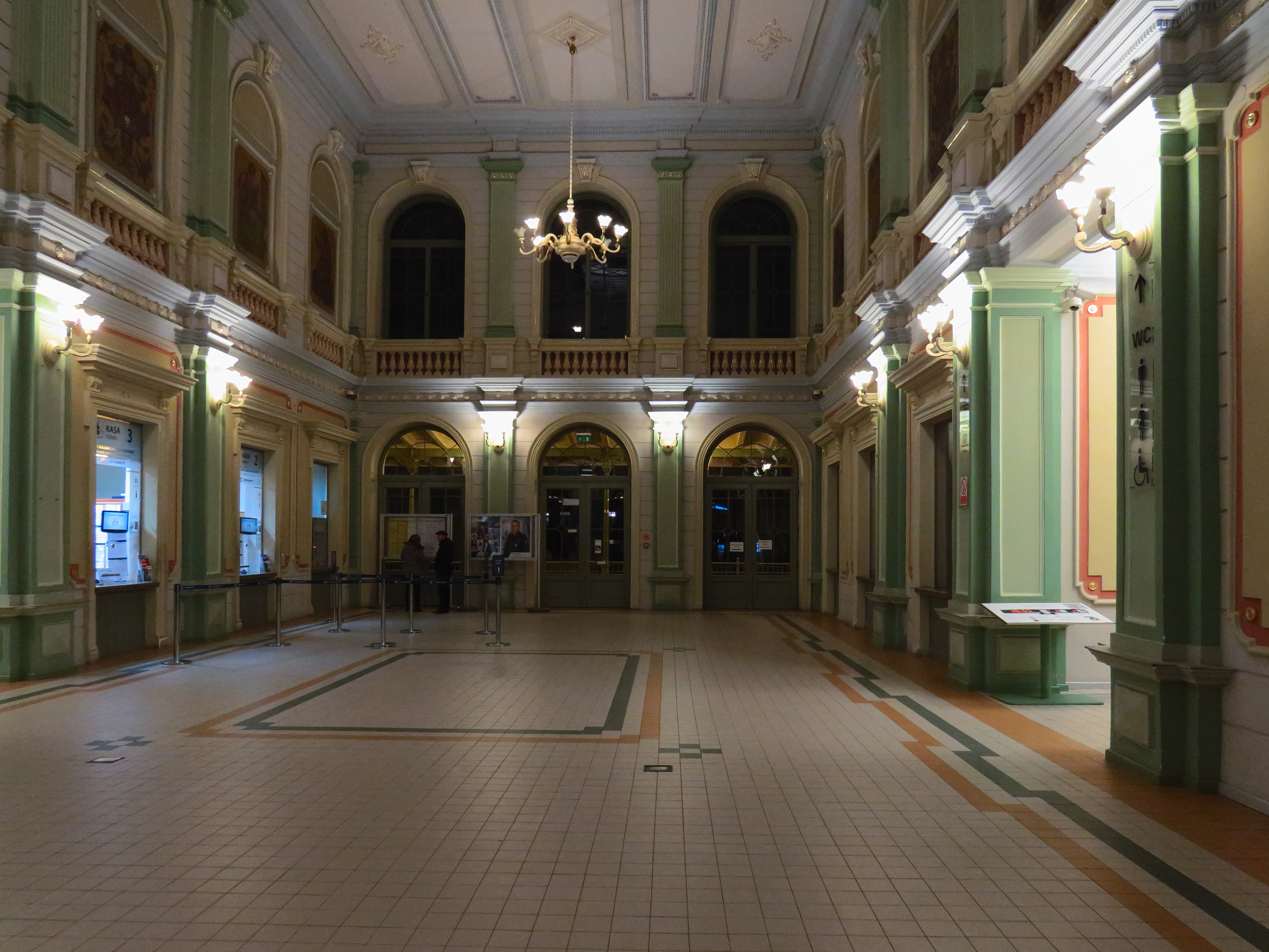
Le hall
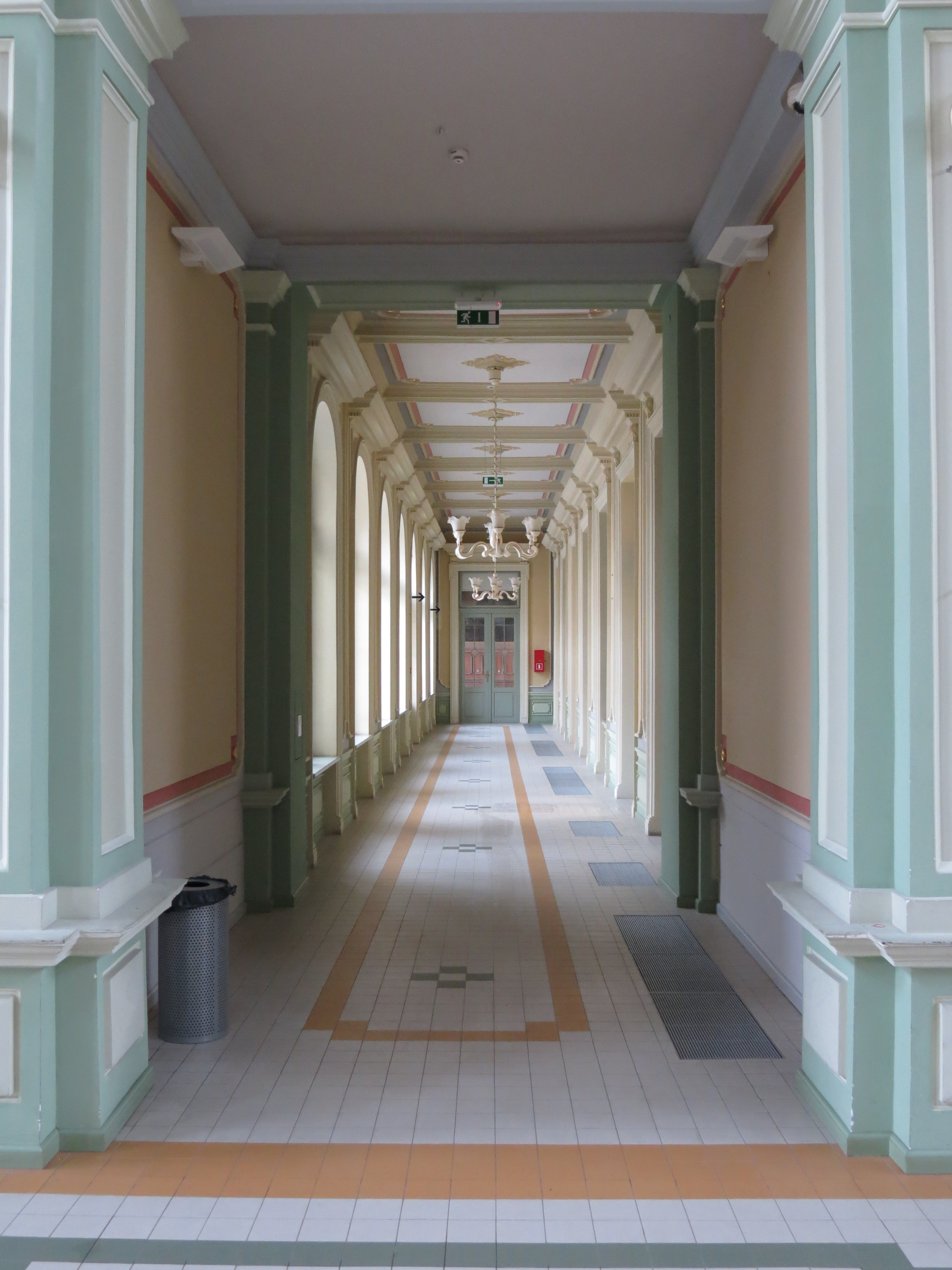
des
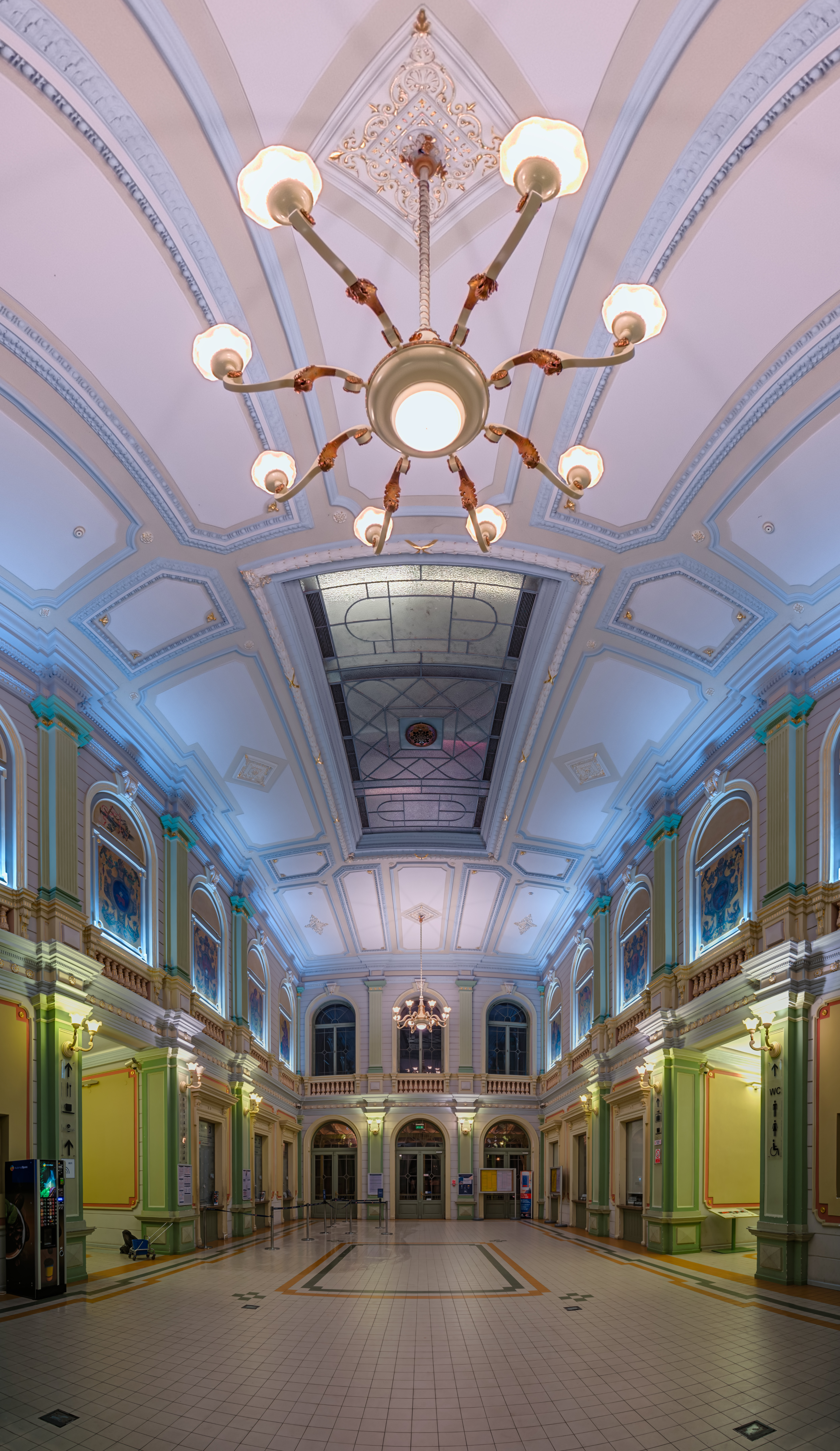
voyageurs.
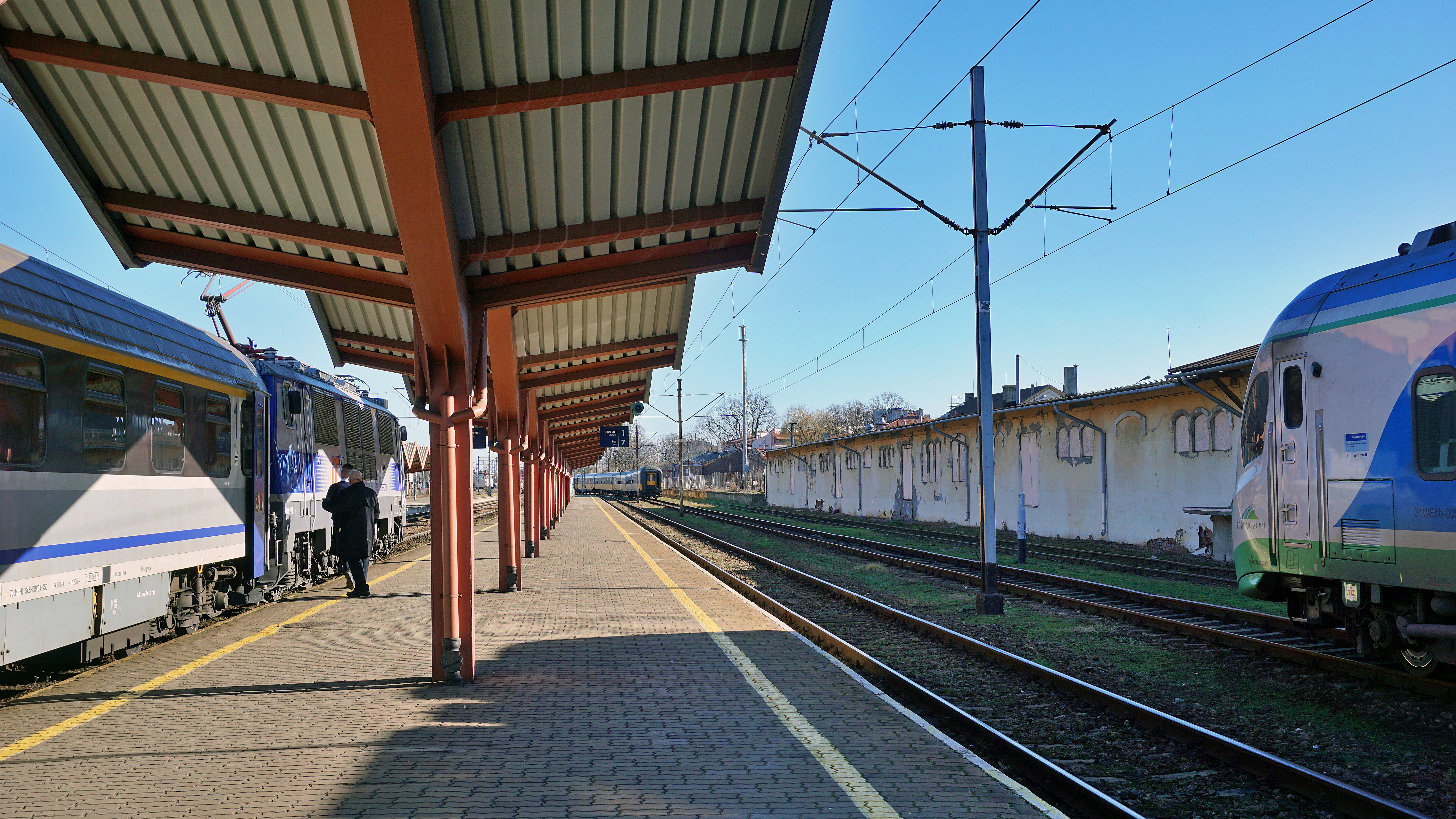
Vue est vers Medyka.
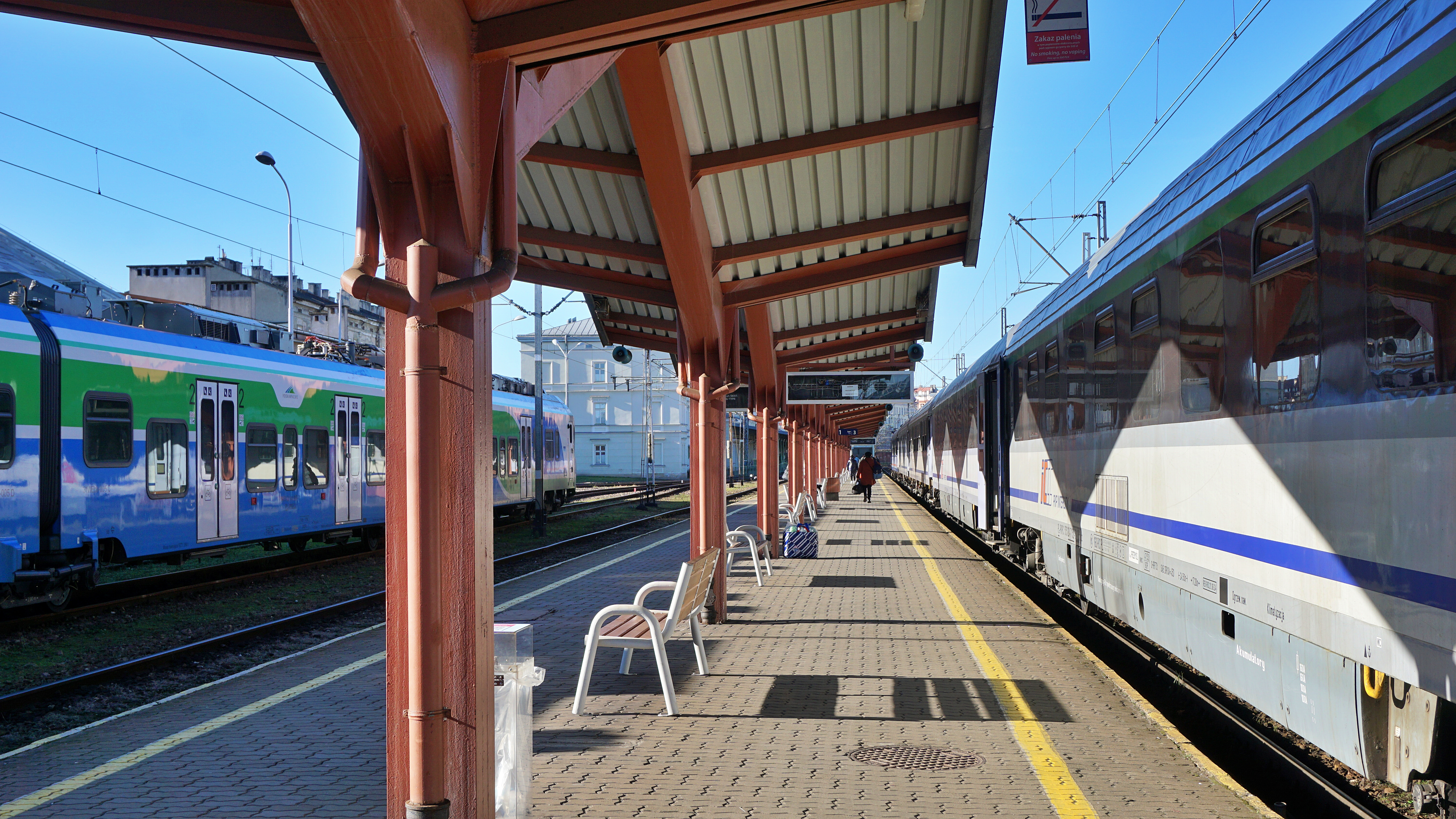
Vue ouest vers Rzeszów.